# Alonso de Madrid (franciscà)
Alonso de Madrid (ca, 1485 - ca. 1535) va ser un religiós castellà de l'orde de Sant Francesc.
Religiós de l'orde de Sant Francesc de la Regular Observança i considerat natural de la província franciscana de Castella. Tanmateix, es desconeix les dates i llocs de naixement i mort, i sembla improbable que fos nascut a Madrid, i alguns han insinuat que fos de família noble. Hauria entrat a l'orde vers 1505 i s'hauria ordenat el 1510.
Va ser autor diverses obres, la més coneguda va ser Arte, ó método de servir á Dios, que incloïa un tractat de doctrina cristiana, i que va ser publicada a Sevilla el 1521, i després reimpresa diverses vegades. Es considera la primera gran obra espiritual del regnat de Carles V, on desenvolupa la idea de l'amor pur a Déu, d'origen medieval, convidant a cercar-lo a la Bíblia i deixant-se inspirar per l'Esperit Sant. Ambrosio de Morales, veient que l'estil no es corresponia amb la seva doctrina, va reformar-la i va publicar-la de nou el 1598.
La seva obra va ser traduïda al llatí, el francès i a l'alemany. Va publicar també Espejo de ilustres Personas i Siete Meditaciones de Semana Santa, que també van ser traduïdes i difoses fora de Castella.

## Obres
- Arte, ó método de servir á Dios (Sevilla, 1521)
- Espejo de ilustres Personas (Burgos, 1542)
- Siete Meditaciones de Semana Santa (París, 1587)